# Hypodoxa subornata
Hypodoxa subornata är en fjärilsart som beskrevs av W. Warren 1896. Hypodoxa subornata ingår i släktet Hypodoxa och familjen mätare. Inga underarter finns listade i Catalogue of Life.